# Biserica Sfântul Bartolomeu din Veneția
Biserica Sfântul Bartolomeu (în italiană Chiesa di San Bartolomeo) este un lăcaș de cult din Veneția (Italia), situat în Campo San Bartolomeo din sestiere San Marco, în apropiere de podul Rialto și biserica San Salvador.

## Istoric
Potrivit tradiției, biserica, închinată inițial Sfântului Dimitrie de la Tesalonic (izvorâtorul de mir), a fost ctitorită în 840 și a avut de la început prerogative parohiale. Edificiul a fost renovat în 1170, cu acest prilej schimbându-i-se și hramul. San Bartolomeo a devenit biserica comunității germane din Veneția, al cărei cartier comercial se afla în apropiere, la Fondaco dei Tedeschi.
Din documentele reiese faptul că atribuțiile parohiale au fost dobândite treptat, putându-se spune că au fost obținute complet către mijlocul secolului al XIII-lea. În aceeași perioadă a avut loc o dispută lungă referitoare la jurisdicție cu parohia vecină San Salvador, care fusese scoasăde sub autoritatea episcopului de Castello. Disputa a fost soluționată temporar de papa Lucius al III-lea care a acordat parohiei Sf. Bartolomeu aceleași atribuții canonice ca și parohiei San Salvador, dar după doar câțiva ani papa Inocențiu al III-lea a restituit-o clerului secular. O pace durabilă a survenit abia în 1299, atunci când cele două părți au convenit asupra teritoriului canonic și al alocării zeciuialei (care trebuia să fie colectată de către procuratorii din San Marco).
În 1342 papa Ioan al XXII-lea a trecut biserica San Bartolomeo în jurisdicția patriarhiei de la Grado, făcând-o filială a parohiei Sfântul Silvestru. În 1451 Patriarhia de Grado a fost desființată, iar jurisdicția sa a fost încorporată în noua Patriarhie a Veneției; patriarhul Veneției a moștenit, de asemenea, puterea de a numi rectorul bisericii. Biserica a rămas filială a parohiei Sf. Silvestru, fiind administrată de parohul acesteia din urmă.
Biserica a fost reconstruită din nou în secolul al XVIII-lea. Turnul clopotniță a fost construit în 1747-1754 după proiectul lui Giovanni Scalfarotto.
În 1810, după căderea Republicii Venețiene și sosirea lui Napoleon, parohia Sf. Bartolomeu a fost desființată, iar teritoriul ei a fost absorbit de parohia San Salvador, în timp ce biserica a fost redusă la rangul de biserică vicarială, așa cum este și astăzi.

## Descriere

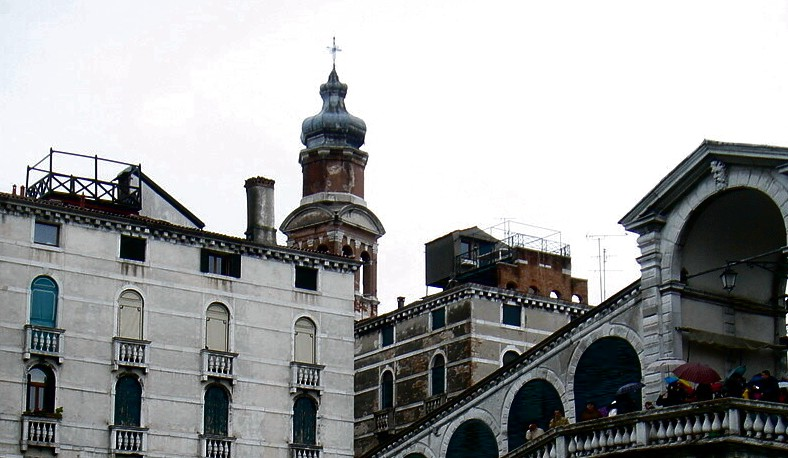
Campanila

În ciuda dimensiunilor sale deloc neglijabile, biserica Sf. Bartolomeu se observă cu greutate, deoarece este înghesuită de clădiri pe toate cele patru laturi și doar campanila și intrarea laterală pot fi vizibile dinspre Campo San Bartolomeo. Edificiul este format dintr-o singură navă, cu o cupola la intersecția acesteia cu transeptul. 
Albrecht Dürer (cu Sărbătoarea Rozariului) și Sebastiano del Piombo au executat ambii lucrări de artă pentru biserică ce sunt păstrate acum în altă parte.
Interiorul conține două sculpturi realizate de sculptorul venețian de origine germană Enrico Merengo (Heinrich Meyring). În partea dreaptă este o piesă de altar realizată de Lattanzio Querena cu tema Moartea lui Francis Xavier (1836). O altă piesă de altar a Sfântului Mihail (1798) îl are ca autor pe Pietro Novelli. Prin sacristie se ajunge la Scoletta sau Scuola Piccola della Nazione Tedesca: sala comunității germane, cu o serie de pânze inspirate din Viața Fecioarei Maria. Deasupra ieșirii în sacristie este o pânză cu tema Căderea manei de Santo Peranda. Capela din dreapta spate conține fresce de Michelangelo Morlaiter și Sante Peranda. Prezbiteriul are un altar central realizat de Meyring cu trei pânze pictate de Palma cel Tânăr și o frescă pe tavan a lui Michelangelo Morlaiter. În partea stângă sus a navei se află Blestemul șerpilor, tot de Palma cel Tânăr, în timp ce în absida din stânga Sf. Matei de Leonardo Corona și Adormirea Maicii Domnului de Pietro Muttoni.